# Frederik Ehmke
Frederik Ehmke (* 21. června 1978, Malsch, Německo) je německý bubeník, nejnovější člen německé powermetalové hudební skupiny Blind Guardian. Jejím členem se stal v roce 2005 poté, kdy dlouholetý bubeník Thomas Stauch skupinu opustil, aby se mohl věnovat sólovému projektu.
Ehmke před připojením se k Blind Guardian hrál ve folkmetalové skupině Schattentantz od jejího vzniku v roce 1999.